# Jason Osborne (canottiere)
Jason Osborne (Magonza, 20 marzo 1994) è un ex ciclista su strada e canottiere tedesco. Ai Giochi olimpici di Tokyo 2020 ha vinto l'argento nel 2 di coppia pesi leggeri, assieme a Jonathan Rommelmann. Attivo nel ciclismo Elite dal 2022 al 2024, si è classificato secondo al Giro d'Austria 2023.

## Palmarès - Canottaggio
- Giochi olimpici

Tokyo 2020: argento nel 2 di coppia pesi leggeri.
- Mondiali

Chungju 2013: argento nel 4 di coppia pesi leggeri.
Plovdiv 2018: oro nel singolo pesi leggeri.
Linz-Ottensheim 2019: bronzo nel 2 di coppia pesi leggeri.
- Europei

Brandeburgo 2016: argento nel 2 di coppia pesi leggeri.
Lucerna 2019: oro nel 2 di coppia pesi leggeri.
Poznań 2020: argento nel 2 di coppia pesi leggeri.

## Piazzamenti - Ciclismo

### Grandi Giri
- Vuelta a España

2023: 131º

### Classiche monumento
- Liegi-Bastogne-Liegi

2023: 61º
- Giro di Lombardia

2023: 51º